# Eva Anderson
Eva Anderson, född 4 mars 1943 i Borås, var länshemslöjdskonsulent i Stockholm 1970 till 2008.
Hon var textilinstruktör i Borås 1964, hon arbetade vid Handarbetets vänner Stockholm 1966, var vävkonsulent 1966–1970, och blev länshemslöjdskonsulent Stockholm 1970.
Hon har bidragit till följande utställningar: Handen kan på Kulturhuset i Stockholm 1976, Hemslöjd angår alla på Lilljevalchs konsthall 1982 med anledning av Svenska hemslöjdsföreningarnas Riksförbund 70 år, Stockholms läns hemslöjdsförening 50 år på Kulturhuset 1983, samt vandringsutställning Rosebud Sioux, ett folk i förvandling år 1986.
Hon blev ledamot i Nämnden för Hemslöjdsfrågor 1985. Tillsammans med Märta Brodén, Signild Wiklund och Linnéa Rothquist-Ericsson har hon skrivit Väva till husbehov som publicerades 1979.
Hon är dotter till Stellan Anderson och Elisabet, född Sällfors.